# یاندوسور
یاندوسور (نام علمی: Yandusaurus) نام یک سرده از راسته پرنده‌کفلان است.